# Komani
Komani (nota come Queenstown fino al 2016) è una città della Provincia del Capo Orientale in Sudafrica nonché il capoluogo della Municipalità distrettuale di Chris Hani. È soprannominata "la capitale delle rose" del Sudafrica in virtù dei vasti giardini che si trovano in città e nei dintorni.

## Storia
L'insediamento venne fondato nel 1853 da George Cathcart, che scelse il nome "Queenstown" in onore della Regina Vittoria. Nel 1876 iniziarono i lavori per collegare la ferrovia con quella di East London. La linea fu aperta ufficialmente il 19 maggio 1880. La città prosperò dalla sua fondazione fino alla grande depressione degli anni trenta, da cui si riprese presto. Nel 1960, in accordo alla politica dell'apartheid, la maggior parte della popolazione nera fu trasferita nella cittadina di Ezibeleni, una cosiddetta bantustan, per separare i nativi africani dai bianchi discendenti soprattutto dei colonizzatori olandesi e britannici. Nel 2002 forti nevicate hanno devastato la città, anche perché non era preparata né attrezzata a un evento di tale portata. Nel 2004 le aree circostanti del Capo Orientale sono state danneggiate da venti e precipitazioni abbondanti, ma Queenstown ha subito pochi danni. Altri fenomeni che hanno danneggiato la città sono la siccità e gli incendi. Nel febbraio del 2016 la città è stata rinominata "Komani", dal nome dell'omonimo fiume che la attraversa.

## Luoghi d'interesse
- Cattedrale di Cristo Re, sede della Diocesi di Queenstown

## Educazione
- Queen's College
- Queenstown Girls' High School
- Kwa Komani Comprehensive
- Maria Louw High School
- Hangklip Primary
- Hangklip Senior

## Geografia fisica
La città si trova sulle sponde dell'omonimo fiume, in una zona ricca di acque e particolarmente fresca. Le abbondanti acque del fiume vengono raccolte nella Bonkolo Dam e sono utilizzate per gli sport acquatici. Ogni anno, ai primi di giugno si tiene una mostra d'arte ispirata ai ritrovamenti avvenuti nelle vicine grotte, che sono diventate una meta turistica.
Vicino a Komani vi è la riserva naturale Lawrence de Lange Game con numerose antilopi, rinoceronti bianchi, piante spettacolari e una vista panoramica dalla cima della montagna.